# Areng gràcil

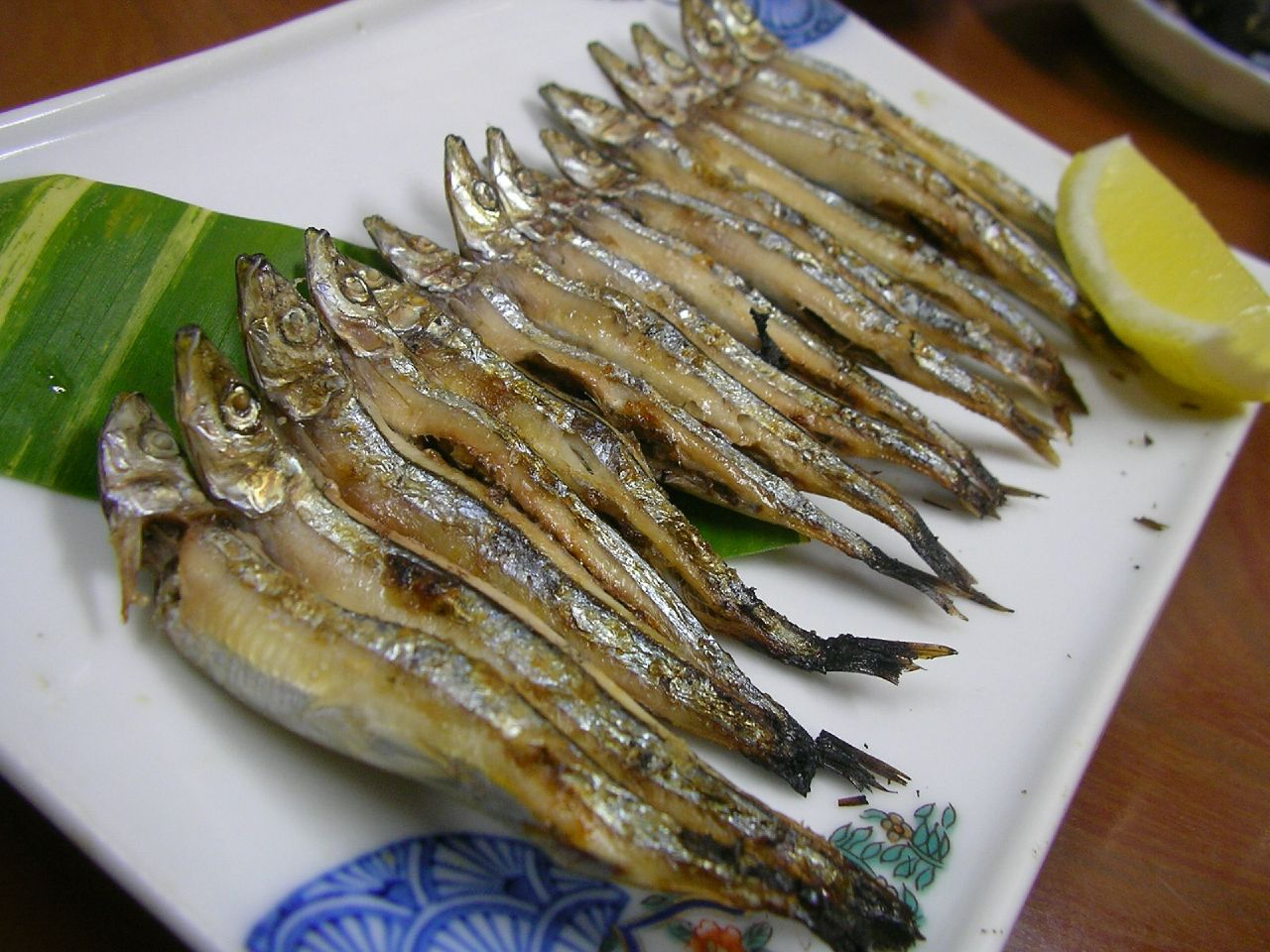
Arengs gràcils fets a la graella.

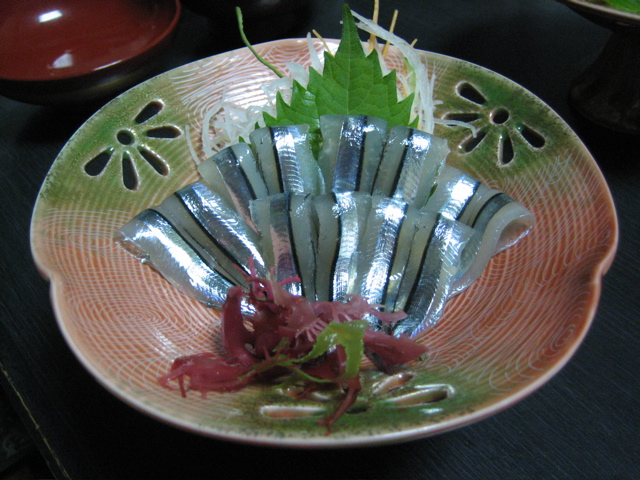
Sashimi d'areng gràcil

L'areng gràcil (Spratelloides gracilis) és una espècie de peix pertanyent a la família dels clupeids.

## Descripció
- Pot arribar a fer 10,5 cm de llargària màxima.
- 12-13 radis tous a l'aleta dorsal i 12-13 a l'anal.[3][4]

## Depredadors
A Salomó és depredat per Tylosurus crocodilus crocodilus i al Japó per Fistularia commersonii.

## Hàbitat
És un peix marí, pelàgic-nerític i de clima tropical (40°N-28°S, 31°E-134°W).

## Distribució geogràfica
Es troba des del mar Roig fins a Zanzíbar i el Pacífic occidental (des del Japó fins a les illes Filipines, Austràlia, Samoa, les illes Tuamotu, Palau i les illes Marshall).

## Ús comercial
Es comercialitza fresc i en salaó. És emprat també com a esquer en la pesca de la tonyina.

## Observacions
És inofensiu per als humans.